# Peperomia tetraphylla
Peperomia tetraphylla är en pepparväxtart som först beskrevs av Georg Forster och fick sitt nu gällande namn av William Jackson Hooker och George Arnott Walker Arnott.
Peperomia tetraphylla ingår i släktet peperomior och familjen pepparväxter.

## Underarter
Arten delas in i följande underarter:
- Peperomia tetraphylla americana
- Peperomia tetraphylla piedadeana
- Peperomia tetraphylla tenera
- Peperomia tetraphylla valantoides